# Ptychosperma ambiguum
Ptychosperma ambiguum är en enhjärtbladig växtart som först beskrevs av Odoardo Beccari, och fick sitt nu gällande namn av Odoardo Beccari och Ugolino Martelli. Ptychosperma ambiguum ingår i släktet Ptychosperma och familjen Arecaceae. Inga underarter finns listade i Catalogue of Life.